# Jacquemontia tamnifolia
Jacquemontia tamnifolia là một loài thực vật có hoa trong họ Bìm bìm. Loài này được (L.) Griseb. mô tả khoa học đầu tiên năm 1862.